# Generalstabsgebäude

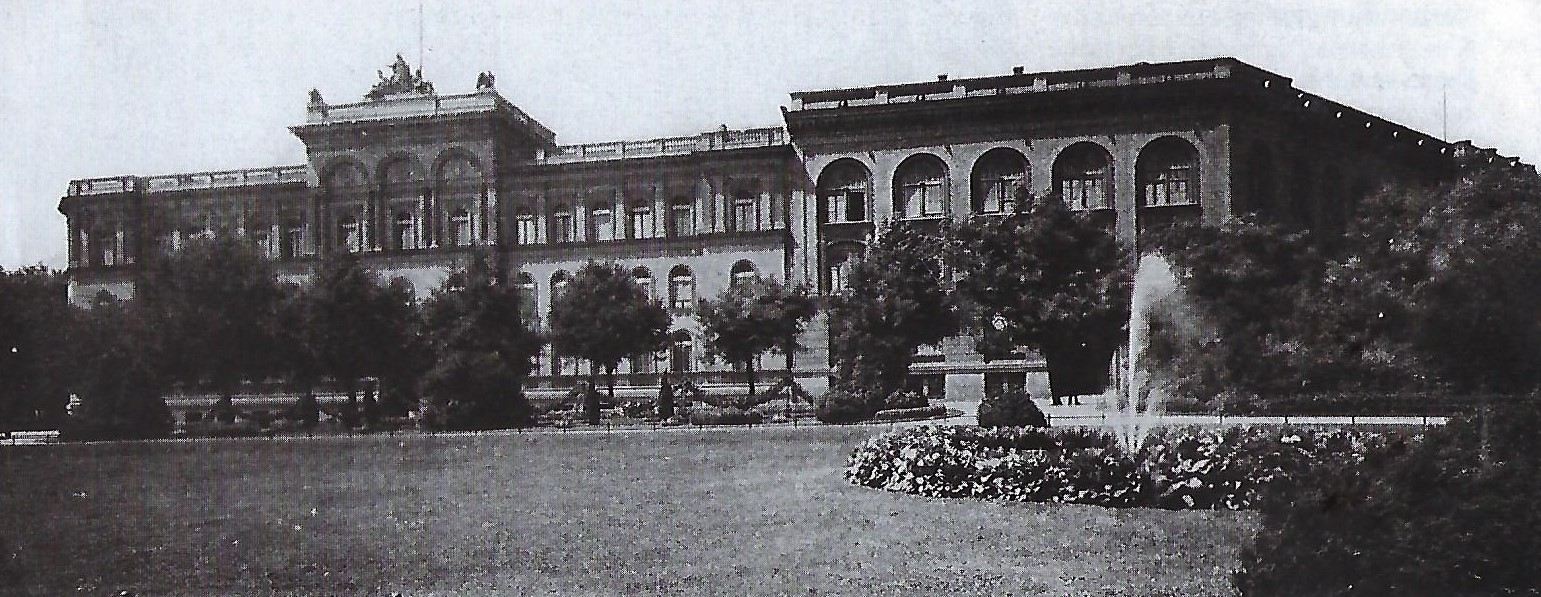
Generalstabsgebäude am Königsplatz in Berlin, 1900

Das Generalstabsgebäude im Berliner Ortsteil Tiergarten war im Deutschen Kaiserreich Sitz des Großen Generalstabs. Das Gebäude am Königsplatz 6 (heute: Platz der Republik) wurde im Zweiten Weltkrieg schwer beschädigt und später abgerissen. Das Areal ist jetzt zu einem Teil vom Bundeskanzleramt überbaut.

## Lage
Das Gebäude lag im Alsenviertel zwischen Moltkestraße (seit 1998: Willy-Brandt-Straße) und Herwarthstraße.

## Geschichte
Das Generalstabsgebäude wurde zwischen 1867 und 1871 im Neorenaissance-Stil nach einem Entwurf von August Ferdinand Fleischinger erbaut und nach dem Deutsch-Französischen Krieg vom Großen Generalstab bezogen. Von 1873 bis 1882 erweiterte man den Bau auf dem nördlich gelegenen Gelände zwischen Herwarthstraße und Moltkestraße. Das Gebäude war zugleich der Dienstsitz des Chefs des Großen Generalstabs.
- 1871–1888 Helmuth Karl Bernhard von Moltke
- 1888–1891 Alfred Graf von Waldersee
- 1891–1906 Alfred Graf von Schlieffen
- 1906–1914 Helmuth Johannes Ludwig von Moltke

Zum Beginn des Ersten Weltkriegs, vom 2. bis 16. August 1914, behielt der Große Generalstab noch seinen Sitz dort. Später wechselte er stets nach Kriegslage sein Großes Hauptquartier. Nach Ende des Krieges und durch die im Friedensvertrag von Versailles erzwungene Auflösung des Großen Generalstabs wurde das Generalstabsgebäude von Behörden wie dem Preußischen Innenministerium (ab 1934: Reichs- und Preußisches Ministerium des Innern) genutzt.

## Sonstiges
In Stine (Fontane) sagt Waldemar, der unweit des Generalstabsgebäudes wohnt:

„Man kann nicht besser aufgehoben sein als gerade da. Wer für die große Sicherheit so zu sorgen weiß, der sorgt auch für die kleine.“